# تاراس کومپانیچنکو
تاراس کومپانیچنکو (اوکراینی: Тарас Компаніченко؛ زادهٔ ۱۴ نوامبر ۱۹۶۹) موسیقی‌دان، آهنگساز، و ترانه‌سرا اهل اوکراین است.